# Мочар, Мечислав
Мечи́слав Мо́чар (пол. Mieczysław Moczar, настоящее имя Николай Демко (Дёмко), пол. Mikołaj Demko (Diomko), бел. Мікалай Дзямко; 25 декабря 1913, Лодзь, Царство Польское, Российская империя — 1 ноября 1986, Варшава, ПНР) — польский государственный, политический и партийный деятель времён ПНР, министр внутренних дел (1964-1968), председатель Верховной контрольной палаты (1971-1973), депутат Сейма II, III, IV, V, VI и VII созывов (1957-1980). Известен национал-коммунистическими взглядами и симпатиями к сталинизму.

## Происхождение
Родился в крестьянской семье. При рождении получил имя Миколай (Микола) Дёмко (иногда — Демко). Тихон Дёмко, отец Мечислава Мочара, был этническим белорусом из православной среды, активистом Коммунистической партии Польши, а мать — Бронислава Вержбицкая — полькой и католичкой.
Окончил начальную школу в Лодзи и трёхлетние курсы профессионального обучения слесарному делу. Поскольку денег на дальнейшее образование у семьи не было, работал на текстильной фабрике.

## Партийная и военная деятельность
В 1937 году по примеру отца вступил в МОПР и Коммунистическую партию Польши. За подпольную коммунистическую деятельность 25 мая 1938 был арестован и до сентября 1939 года находился в тюрьме, где познакомился с известным коммунистом Игнацы Лога-Совинским.
Бежал из тюрьмы 6 сентября 1939 года, после начала Второй мировой войны. Участвовал в обороне Варшавы от наступающих немецких войск. Затем перебрался в Белосток, занятый войсками РККА. Установил связи с советскими военными властями и спецслужбами, окончил разведывательно-диверсионные курсы Разведуправления Генштаба РККА. Выполнял оперативные задания на оккупированной нацистами территории Польши с весны 1941 года. Имел оперативные псевдонимы Mietek, Woron (Kruk), Moczar, Ryszard, Bolek.
В 1941 году вместе с Лога-Совинским основал в Лодзи подпольный «Фронт борьбы за нашу и вашу свободу», структуры которого позднее были преобразованы в ячейки коммунистической Польской рабочей партии (ППР). С июня 1942 Лодзинском округом Гвардии Людовой, с мая 1943 — Люблинским, а с июня 1944 — Келецким округом Армии Людовой. В 1944 году принял имя Мечислав Мочар.
Его антисемитские взгляды нередко приводили к конфликтам с коммунистическими активистами еврейской национальности. Особенно трудно складывались его отношения с руководящим инструктором Коминтерна Леоном Касманом, напрямую подчинявшимся Москве. Касман отказывался выполнять приказы Мочара и делиться поставленным из СССР оружием. Летом 1944 этот конфликт принял такие масштабы, что к урегулированию пришлось подключаться Владиславу Гомулке (принявшему его сторону) и Георгию Димитрову (принявшему сторону Касмана), после чего Мочар и был переведён из-под Люблина под Кельце.

## Работа после войны
После окончания Второй мировой войны Мечислав Мочар, с его военными заслугами и связями, сделался видной фигурой нового режима. Специализировался на руководстве силовыми органами. Командовал оперативной группой Министерства общественной безопасности в Лодзинском воеводстве, с 8 июня 1945 руководил воеводским управлением МОБ. В 1945—1946 годах работал в правительственной комиссии по борьбе с бандитизмом. 5 февраля 1946 года был приговорён антикоммунистическим подпольем к смерти за сотрудничество с СССР, что, однако, не удалось привести в исполнение.
25 мая 1948 был назначен заместителем министра общественной безопасности Станислава Радкевича. Курировал оперативные вопросы.
Придерживался сталинистских взглядов и позиций, активно проводил курс политических репрессий, считается организатором подавления антикоммунистического польского сопротивления и ряда убийств его активистов. В частности, как руководящий функционер лодзинского управления МОБ, лично руководил ликвидацией Конспиративного Войска Польского и захватом его лидера Станислава Сойчиньского.
Уже 5 сентября 1948 в результате внутрипартийного конфликта в правящей партии ППР был отстранён от должности генерального секретаря (и в 1951 арестован) Владислав Гомулка. Сама ППР была преобразована в ПОРП. М. Мочар, считавшийся человеком Гомулки, был обвинён во фракционности. Ему пришлось выступить с ритуальной самокритикой. Он выразил преданность первому секретарю ЦК ПОРП и президенту Польши Болеславу Беруту, подчеркнул свою приверженность союзу с СССР. Это позволило ему сохранить и даже несколько укрепить свои позиции в партии.
Он оставил службу в МОБ, 16 декабря 1948 был избран кандидатом в члены ЦК и перешёл в административный аппарат партии. С 6 октября 1948 по 15 апреля 1952 возглавлял администрацию Ольштынского воеводства (с 13 апреля 1950 — председатель президиума воеводского совета); с 22 апреля 1952 по 15 декабря 1954 — председатель президиума Белостокского воеводского совета; с 20 декабря 1954 по 11 мая 1956 — столичного Мазовецкого воеводского совета в Варшаве.
19 апреля 1956 года он был назначен министром государственных сельхозпредприятий, однако оставил этот пост менее чем через четыре месяца, после отказа правящей партии от политики коллективизации по советскому образцу. На занимаемых постах проводил идеологизированный курс — национализации регионального хозяйства, централизации управления, преследования частных производств и торговли, принудительного огосударствления в аграрной сфере, многочисленные публичные церемонии коммунистического и просоветского характера. По мнению ряда историков, как гражданский администратор не отличился заметными успехами.
Смерть Сталина в 1953 и смерть Берута после XX съезда КПСС в 1956 резко изменили ситуацию. 28 июля 1956 года он был кооптирован в состав ЦК ПОРП (оставался там до 1981 года). В этом качестве встретил октябрьские события 1956, возвращение к власти Владислава Гомулки и провозглашение десталинизации в стране. При этом укрепил собственное положение: с 1956 по 1964 год занимал должность заместителя министра внутренних дел ПНР. Курировал I и II департаменты министерства (политический сыск, контрразведка), следственную службу, техническое бюро. Фактически МВД находилось под его контролем, хотя министром являлся Владислав Виха.
Депутат Сейма в 1957—1980 годах. В 1963 году ему было присвоено воинское звание генерала дивизии.

## Министр внутренних дел
12 декабря 1964 занял пост главы МВД ПНР. Его назначение, как сторонника жёсткого курса, было воспринято как определённый реванш сталинистов, удар по ограниченной либерализации, начатой в 1956. Под его руководством жёстко подавлялись проявления инакомыслия, преследовались оппозиционные группы. Подвергались арестам и тюремному заключению такие известные диссиденты, как Яцек Куронь, Адам Михник, Кароль Модзелевский. В то же время органы госбезопасности несколько лет не могли пресечь деятельность подпольной организации «Рух».
На период, когда Мочар являлся министром внутренних дел, пришёлся также крупный коррупционный скандал, известный как Aфера «Zalew». Группа офицеров во главе с директором Службы безопасности (структурно входила в МВД) Рышардом Матеевским (прямой подчинённый Мочара) фактически создала ОПГ, занимавшуюся контрабандой золота и валюты. Формально полученные средства должны были идти на финансирование спецопераций, реально же они использовалось для личного потребления ряда руководящих работников госбезопасности. В общей сложности было присвоено более 80 килограммов золота, около 150 тысяч долларов и 5 миллионов злотых. Впоследствии, после отставки Мочара, Матеевский и его сообщники были осуждены на длительные сроки заключения.
С 1964 по 1972 год Мочар был председателем ветеранской организации «Союз борцов за свободу и демократию», в 1972—1980 годах занимал пост заместителя председателя этой структуры, в 1980—1983 — председателя Центрального Совета, с 1985 член Президиума Союза.

## «Партизан» в высшем руководстве
9 июля 1968 года, на фоне мартовского кризиса и антисемитской кампании, М. Мочар занял пост секретаря ЦК ПОРП и утверждён кандидатом в члены Политбюро. В партийном руководстве он курировал силовые структуры и спецслужбы, в том числе ЗОМО и Службу госбезопасности. Министром внутренних дел был назначен Казимеж Свитала, считавшийся доверенным лицом Гомулки. Однако реальный контроль над репрессивным аппаратом принадлежал Мочару. Практическое руководство МВД осуществляли близкие ему заместители министра генерал Богуслав Стахура и полковник Генрик Слабчик.
Вокруг Мочара сгруппировалась «фракция партизан», выступавшая с позиций национал-коммунизма. Среди сподвижников Мочара, в частности, были генералы-участники войны Гжегож Корчинский, Францишек Шляхциц, Тадеуш Петшак, Теодор Куфель, Ян Чапля, а также Игнацы Лога-Совинский. Они подчёркивали своё военное прошлое (в рядах армии или партизанского движения) в противовес партийным функционерам, не участвовавшим в боевых действиях. Симпатии к «партизанам» проявлял второй секретарь ЦК Зенон Клишко.
«Партизаны» настаивали на жёстком курсе централизации, пропагандировали национализм, поддерживали патриотические настроения в обществе. Образы минувшей войны и Победы использовались для обоснования тотальной власти ПОРП и конкретной группировки Мочара. Сам он активно участвовал в антисемитской и украинофобской кампании, разжигал ксенофобские настроения, несмотря на то, что большинство евреев к концу 1960-х уже покинуло Польшу. Был сторонником и инициатором рассмотрения вопроса о возвращении к общественной жизни ветеранов Армии Крайовой и даже Национальных вооруженных сил. Прочные позиции в силовых структурах и тесные связи с советскими спецслужбами поддерживали его политическое влияние, и без того серьёзное (например, на выборах членов ЦК в 1964 году против Мочара был подан всего 21 голос делегатов съезда ПОРП, тогда как лидер «либералов» Леон Касман — 542). Однако на очередном съезде ПОРП в 1968 году он не был переведён в члены политбюро ЦК (в частности, этому противодействовал сам В. Гомулка).
Во внутрипартийной аппаратной борьбе «партизанам» противостояла другая влиятельная группа — «технократы» Эдварда Герека. Но события 1968 года значительно усилили позиции М. Мочара в партийно-государственной иерархии. Он рассматривался как возможный преемник стареющего Гомулки во главе ПОРП и ПНР, что рассматривалось как грядущее ужесточение режима в духе национал-коммунизма. На Западе Мочар воспринимался как «авторитарный коммунист и польский националист, сильный политик типа де Голля». В СССР же он начал вызывать настороженность своими амбициями и заметным националистическим уклоном. Председатель Совета министров СССР Алексей Косыгин на переговорах с Петром Ярошевичем в декабре 1970 года характеризовал Мочара как «двуличного человека и антисемита с диктаторскими замашками».
М. Мочар являлся одной из ключевых фигур декабрьских событий 1970 года. Он выступил за жёсткое силовое подавление рабочих протестов на Балтийском побережье. Как член Политбюро, секретарь ЦК и партийный куратор МВД он руководил репрессивными действиями милиции, ЗОМО и госбезопасности. Эта функция позволяла ему позиционироваться как хозяину положения, хотя на тот момент Мочар ещё не был членом Политбюро.

## Первая отставка
Драматичные события на побережье привели к отставке Владислава Гомулки по состоянию здоровья (18 декабря 1970 он пережил сильный сердечный приступ). 20 декабря 1970 первым секретарём ЦК ПОРП был избран Эдвард Герек. Межгрупповое противостояние завершилась успехом «технократов». Ряд «партизан» (Корчинский, Лога-Совинский) оказались скомпрометированы вместе с Гомулкой и Клишко. Но первоначально Герек не решился отстранить такого влиятельного руководителя, как Мочар. Более того, на том же пленуме ЦК Мочар стал членом политбюро ЦК ПОРП.
Аппаратная борьба между Мочаром и Гереком продолжалась около года и окончилась победой Герека. 25 июня 1971 Мочар был снят с поста секретаря ЦК. На VI съезде ПОРП в декабре того же года Герек пресёк выдвижение Мочара и 10 декабря 1971 он не был переизбран в состав Политбюро.
При правлении Герека, предпочитавшего силовому подавлению социальное маневрирование, жёсткая линия Мочара оказалась невостребованной. Он получил пост председателя Верховной контрольной палаты (22 июня 1971), что являлось формой «почётной отставки». Однако в то же время Мочар сохранял серьёзное влияние в партаппарате и силовых структурах, особенно в Силезском регионе.

## Возврат и повторный уход
Положение Мочара кратковременно изменилось в 1980 году. После отставки Герека и прихода на пост первого секретаря ЦК Станислава Кани, на фоне острого политического кризиса и противоборства ПОРП с движением «Солидарность», Мочар частично восстановил свои позиции. Именно он на пленуме ЦК, снявшем Герека с должности,  как председатель Верховной контрольной палаты разъяснял обвинения, выдвинутые «Солидарностью» в адрес членов команды Герека. В декабре он был возвращён в состав Политбюро. В некоторых советских планах решения «польской проблемы» рассматривался вариант, согласно которому власть могли взять «здоровые силы партии» во главе с Мочаром. Однако сам Мочар не проявлял соответствующих амбиций и предпочитал сводить счёты с Гереком и его окружением.
По некоторым сведениям, Мочар с уважением относился к силе и авторитету «Солидарности» и искал связи с руководителями независимого профсоюза для совместных политических проектов. По-своему он был благодарен за собственное повторное возвышение при устранении Герека. Через первого секретаря Катовицкого воеводского комитета ПОРП Анджея Жабиньского Мочар установил дружественный контакт с председателем Катовицкого профцентра «Солидарности» Ярославом Сенкевичем. Но идеологически и политически он оставался ближе к позициям «партийного бетона», чем к реформаторам.
Позиция и сама фигура Мочара оказалась несвоевременной для Кани и его скорого преемника Войцеха Ярузельского. На IX съезде ПОРП в июле 1981 года М. Мочар не был избран в состав ЦК (он получил лишь 764 голоса от 1909 делегатов) и окончательно покинул партийное руководство. Заметного участия в последующих политических событиях не принимал, хотя формально сохранял пост главы Верховной контрольной палаты, а в 1981—1983 был вице-председателем Всепольского комитета Фронта единства народа. 23 марта 1983 он подал в отставку с поста президента Верховной контрольной палаты.
Скончался 1 ноября 1986 года в Варшаве и был похоронен в Ромблуве (Лодзинское воеводство), месте крупного боя польских партизан с немецкими оккупантами. На предварительной траурной церемонии присутствовали тогдашние высшие руководители Польши — первый секретарь ЦК ПОРП, председатель Госсовета ПНР Войцех Ярузельский и председатель Совета министров ПНР Збигнев Месснер.

## Оценки
В современной Польше Мечислав Мочар рассматривается прежде всего как руководитель карательного аппарата ПНР, один из главных коммунистических преступников, организатор и проводник массовых репрессий, «палач Армии Крайовой». Отдельно ему ставятся в вину антисемитская политика и действия в декабре 1970 года.
В то же время существуют и другие оценки. Польские левые националисты рассматривают Мочара как представителя «патриотического крыла» ПОРП, защищавшего национальные интересы. По их мнению, Мочар отстаивал независимость Польши от СССР и был противником долговой зависимости от Запада (в этих аспектах Мечислав Мочар противопоставляется Эдварду Гереку, который «превратил Польшу в советско-западный консорциум»). Национал-коммунизм Мочара представляется нереализованным вариантом эффективного «китайского пути» для ПНР. Носители таких взглядов утверждают даже, будто в 1960-х Мочар начинал осторожную реабилитацию бойцов Армии Крайовой как польских патриотов, а в 1980-х был противником репрессий против «Солидарности». Конкретных доводов, подтверждающих такие оценки, не приводится.

## Частная жизнь
Мечислав Мочар состоял в нескольких браках. Со второй женой Иреной Орликовской (ур. Кжевиньская, ум. в 2012) имел сына Петра (1950 г.р.) и дочь Лену (1951 г.р.). Несмотря на антисемитизм Мочара, его третьей женой была еврейка (по ряду утверждений) Альфреда Мочар-Демко (ур. Косиньская, 1930-2013), многолетний функционер МОБ, МВД и МИД ПНР. Наполовину еврейкой была и его сводная сестра Ирмина.

## Интересные факты
Постоянные публичные напоминания Мочара о своём партизанском прошлом привели к тому, что среди некоторой части польской общественности он получил оскорбительное прозвище «яйца кобылы»: слова Ja jako były (partyzant)… — «Я, как бывший (партизан)…» переозвучивались в выражение jaja kobyły. После смерти Мочара фраза “jaja kobyły” стала ходовой, известен герой польских комиксов под таким именем.
Мечислав Мочар выведен как персонаж фильма «Чёрный четверг» (Czarny czwartek) о кровавых событиях декабря 1970 года. Роль Мочара исполняет Витольд Дембицкий.

## Сочинения
Мечислав Мочар выступал как автор книги Barwy walki (Цвета борьбы), которая издавалась 13 раз на протяжении 1962—1988 годов. В то же время подлинное авторство приписывается польскому прозаику Войцеху Жукровскому.  По книге режиссёр Ежи Пассендорфер снял одноимённый фильм.
- Цвета борьбы. [Воспоминания] / Пер. с польского. Послесл. М. Игнатова. — Москва : Издательство иностранной литературы, 1963. — 200 с., 12 л. ил.

## Награды
- Орден Строителей Народной Польши (1964);
- Кавалерский крест Ордена Возрождения Польши;
- Командорский крест Ордена Возрождения Польши;
- Золотой крест Ордена Virtuti Militari;
- Орден «Крест Грюнвальда» II степени;
- Крест Храбрых;
- Партизанский крест;
- Орден Красного Знамени;
- Медаль «За Участие в борьбе за защиту народной власти»;
- Медаль «Тридцать лет Народной Польши»;
- Юбилейная медаль «Двадцать лет Победы в Великой Отечественной войне 1941—1945 гг.»
- Юбилейная медаль «Тридцать лет Победы в Великой Отечественной войне 1941—1945 гг.»
- Юбилейная медаль «Сорок лет Победы в Великой Отечественной войне 1941—1945 гг.»
- Юбилейная медаль «Сорок лет Освобождения Чехословакии Советской Армией».